# A Love Bizarre
A Love Bizarre ist ein Lied der US-amerikanischen Sängerin Sheila E. aus dem Jahr 1985.

## Entstehung und Veröffentlichung
Das Lied wurde von der Interpretin geschrieben, komponiert und produziert. Unterstützung erhielt sie bei allen Tätigkeiten durch Prince.
Die Erstveröffentlichung erfolgte am 14. August 1985 als Teil von Sheila E’s zweiten Studioalbum Romance 1600 bei Paisley Park Records (Katalognummer: 925 317-1). Im Oktober 1985 erschien das Lied als Singleauskopplung aus dem Album.

## Inhalt
Der Text handelt von einer Freundschaft zwischen einem Mann und einer Frau, bei der deren Mitmenschen denken, die beiden seien in einer Liebesbeziehung. Den Backgroundgesang übernahm Prince.

## Musikvideo
Bei dem Musikvideo führte Michael Schultz Regie. Der Clip zeigt einige Szenen aus dem Film Krush Groove sowie die Interpretin samt Band auf der Bühne. Auch Prince tritt im Video auf.

## Chartplatzierungen
| ChartsChartplatzierungen       | Höchstplatzierung | Wochen/ Monate |
| ------------------------------ | ----------------- | -------------- |
| Deutschland (GfK)              | 4 (19 Wo.)        | 19 Wo.         |
| Österreich (Ö3)                | 14 (2 Mt.)        | 2 Mt.          |
| Schweiz (IFPI)                 | 16 (6 Wo.)        | 6 Wo.          |
| Vereinigtes Königreich (OCC)   | 76 (5 Wo.)        | 5 Wo.          |
| Vereinigte Staaten (Billboard) | 11 (23 Wo.)       | 23 Wo.         |

| ChartsJahrescharts (1986)      | Platzierung |
| ------------------------------ | ----------- |
| Deutschland (GfK)              | 21          |
| Vereinigte Staaten (Billboard) | 83          |

## Coverversionen
- 1987: Michael Hedges
- 1987: Saragossa Band
- 1998: Alisha
- 2008: Monrose